# Aiguamarina (pel·lícula)
 Aiguamarina (original: Aquamarine) és una pel·lícula estatunidenco-australiana amb Sara Paxton en el paper principal. La pel·lícula es va estrenar el 2006, és l'adaptació d'un llibre per a nens d'Alice Hoffman i ha estat doblada al català

## Argument
Claire i Hailey són les millors amigues del món. Quan descobreixen una sirena, Aiguamarina, que ha anat a parar a la ciutat de Florida on Claire viu amb els seus avis, comença una increïble aventura.
Aiguamarina ha fugit de casa seva per escapar a un matrimoni forçat. Somia amb el gran amor, i si aconsegueix provar al seu pare que existeix, ell l'alliberarà del seu compromís. Però no té més que tres dies per aconseguir-ho. Claire i Hailey faran tot per ajudar-la... A canvi, Aiguamarina els promet fer de manera que aquest cap de setmana no sigui el seu últim juntes, ja que Hailey s'ha de traslladar a Austràlia.
Per a les tres amigues, hi ha urgència. Aiguamarina ha localitzat Raymond Calder, l'amo-nedador del Capri Club, però descobrirà que trobar el gran amor no té res a veure amb el que hi ha escrit a les revistes.

## Repartiment
- Emma Roberts: Claire
- Joanna Levesque: Hailey
- Sara Paxton: Aiguamarina
- Arielle Kebbel: Cecilia Banks
- Jake McDorman: Raymond
- Claudia Karvan: Ginny
- Bruce Spence: Leonard
- Tammin Sursok: Marjorie
- Roy Billing: Bob
- Julia Blake: Maggie
- Shaun Micallef: Storm Banks
- Lulu McClatchy: Bonnie
- Natasha Cunningham: Patty
- Dichen Lachman: Beth-Ann
- Lincoln Lewis: Theo

## Banda original
1. Nikki Cleary – "Summertime Guys"
2. BodyRockers – "I Like the Way You Move"
3. Courtney Jaye – "Can't Behave"
4. Mandy Moore – "One Way or Another"
5. Cheyenne Kimball – "One Original Thing"
6. Nikki Flores – "Strike"
7. stellastarr* – "Sweet Troubled Soul"
8. Atomic Kitten - "Right Now"
9. Teddy Geiger – "Gentleman"
10. Teitur – "One and Only"
11. Sara Paxton – "Connected"
12. Jonas Brothers – "Time For Me To Fly"
13. Emma Roberts - "Island In The Sun"